# Pamela Soltis
Pamela S. Soltis (Nelsonville, 13 november 1957) is een Amerikaanse botanica en evolutiebiologe.
In 1980 behaalde ze haar Bachelor of Arts aan Central College in Pella (Iowa). In 1984 kreeg ze haar M.Phil van de University of Kansas. In 1986 behaalde ze haar Ph.D. aan de University of Kansas.
Ze houdt zich bezig met onderzoek naar de moleculaire systematiek en fylogenie van planten (met name bedektzadigen), morfologische en moleculaire evolutiebiologie van bloemen, de genetische en genomische consequenties van polyploïde soortvorming, vergelijkende fylogeografie (vooral in het zuidoosten van de Verenigde Staten en de Pacific Northwest) en de genetische diversiteit binnen zeldzame plantensoorten.
Anno 2009 is ze actief bij het Laboratory of Molecular Systematics and Evolutionary Genetic van het Florida Museum of Natural History (onderdeel van de University of Florida). Naast haar onderzoek is ze betrokken bij onderwijsactiviteiten. Eerder was ze al hoogleraar bij de Washington State University.
Soltis is lid van meerdere wetenschappelijke organisaties, waaronder de Society for the Study of Evolution, American Society of Plant Taxonomists, de American Genetics Association, de Society of Systematic Biologists en de Botanical Society of America. Ze neemt deel aan de Angiosperm Phylogeny Group.
Soltis is (mede)auteur van artikelen in wetenschappelijke tijdschriften als American Journal of Botany, Annals of Botany, Annals of the Missouri Botanical Garden, Botanical Journal of the Linnean Society, Brittonia, International Journal of Plant Sciences, Nature, Proceedings of the National Academy of Sciences en Systematic Botany. Ze is actief bij het webproject Tree of Life .
Volgens ISIHighlyCited.com behoort Soltis tot de meest geciteerde wetenschappers op het gebied van de plant- en dierkunde. Ze is getrouwd met Douglas Soltis, die ook actief is als botanicus. In 2006 kregen ze de Centennial Award van de Botanical Society of America en de Asa Gray Award van de American Society of Plant Taxonomists. In 2016 werd aan hun beide de Darwin-Wallace Medal toegekend. Samen hebben ze meegewerkt aan diverse artikelen in wetenschappelijke tijdschriften en een aantal boeken, waaronder Phylogeny and Evolution of Angiosperms, Molecular Systematics of Plants, Molecular Systematics of Plants II: DNA Sequencing, Developmental Genetics of the Flower en Isozymes in Plant Biology.